# Józef Neumann

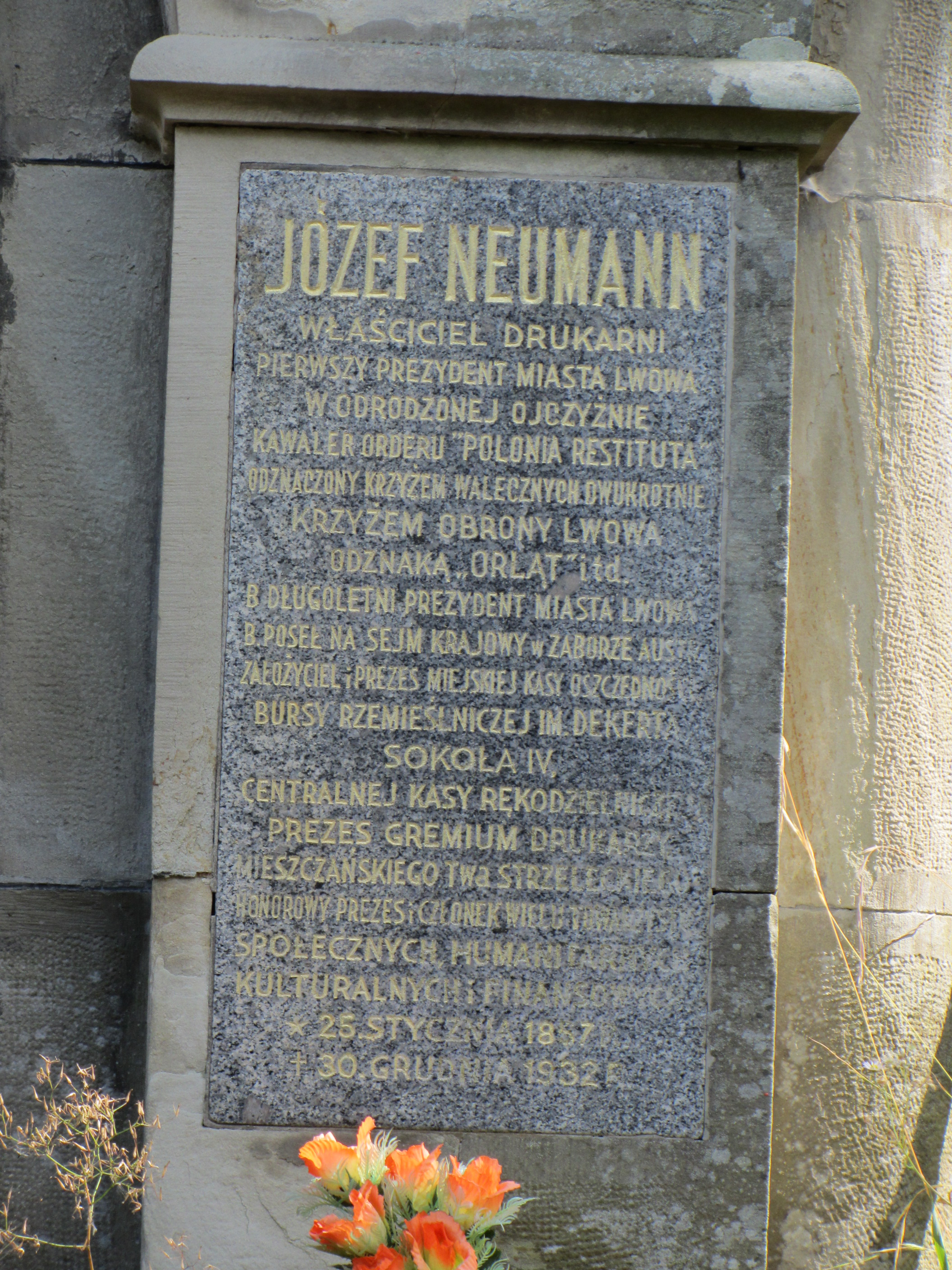
Tablica nagrobna na Cmentarzu Łyczakowskim we Lwowie

Józef Neumann (ur. 25 stycznia 1857, zm. 30 grudnia 1932 we Lwowie) – polski drukarz, prezydent Lwowa, poseł do Sejmu Krajowego.

## Życiorys
Urodził się jako syn radcy skarbowego Józefa oraz Krystyny z Mochnackich. Po ukończeniu szkół zawodowo zajął się drukarstwem. W latach 80. przeniósł się do Lwowa, gdzie podął pracę w istniejącej od 1770 drukarni Piller & Ska (pierwotnie należącej do Kornela Pillera, właściciela największego zakładu drukarskiego we Lwowie). Po poślubieniu jego córki został zarządcą przedsiębiorstwa, współwłaścicielem lub właścicielem większej części całego zakładu. Był przewodniczącym gremium właścicieli drukarń we Lwowie. Ponadto przed 1907 został prezesem Lwowskiego Towarzystwa Właścicieli Realności. Był założycielem i prezesem „Sokoła” IV. Utworzył bursę Dekerta dla młodzieży rękodzieniczej. Był wiceprezesem Towarzystwa Prawnej Ochrony Podatników. Należał do wielu instytucji i stowarzyszeń.
Od 1899 był radnym miejskim we Lwowie. W 1907 został wybrany II wiceprezydentem Lwowa, pełnię tę funkcję przez dwa lata. W czerwcu 1911 wybrany prezydentem miasta, zastępując na stanowisku ustępującego Stanisława Ciuchcińskiego. Z niewielkimi przerwami (1915-1918) pełnił urząd do 31 sierpnia 1927. W 1913 został posłem do Sejmu Krajowego (w miejsce zmarłego S. Ciuchcińskiego). 
Podczas I wojny światowej w 1914 jako przedstawiciel mieszczan lwowskich był członkiem sekcji wschodniej Naczelnego Komitetu Narodowego. Po inwazji rosyjskiej 20 czerwca 1915 został przymusowo wywieziony przez władze rosyjskie do Kijowa w grupie zakładników. Był wiceprezydentem krajowego Stowarzyszenia Czerwonego Krzyża. W lutym 1918 został jednym ze stu członków Tymczasowej Rady Miejskiej we Lwowie. Został członkiem powołanego 23 listopada 1918 Tymczasowego Komitetu Rządzącego we Lwowie. Członek Komitetu Obywatelskiego i Polskiego Komitetu Narodowego we Lwowie w listopadzie 1918 roku. Brał czynny udział w walkach o Lwów w 1918 roku. Był prezesem Miejskiej Kasy Oszczędności. Został członkiem komitetu pierwszej ogólnopolskiej Wystawy Budowlanej we Lwowie organizowanej we wrześniu 1926 podczas Targów Wschodnich.
Zmarł po długiej chorobie. Został pochowany na Cmentarzu Łyczakowskim we Lwowie.
Jego żoną była Kazimiera, córka Kornela Pillera (do 1934 była przewodniczącą Straży Mogił Polskich Bohaterów we Lwowie), z którą miał pięcioro dzieci: synów Józefa i Adama oraz trzy córki, Kazimierę po mężu Schirmer i dwie pozostałe – jedna po mężu Weiss, a druga Harasimowicz.
W maju 1937 Rada Miasta Lwowa przemianowana dotychczasową ulicę Cłową na Józefa Neumanna (obecnie pod nazwą Mytna płoszcza).

## Odznaczenia
- Krzyż Komandorski Orderu Odrodzenia Polski (2 maja 1923)[13]
- Krzyż Walecznych – dwukrotnie (1922)[14]
- Złoty Krzyż Zasługi (1 września 1930)[15]
- Krzyż Obrony Lwowa
- Odznaka pamiątkowa „Orlęta”
- Odznaka oficerska Czerwonego Krzyża z dekoracją wojenną (1917)[16]